# Diego Živulić
Diego Živulić (Fiume, 1992. március 23. –) horvát utánpótlás-válogatott labdarúgó, a DVTK játékosa.

## Pályafutása

### Klubcsapatokban
Živulić a horvát HNK Rijeka akadémiáján nevelkedett, a felnőtt csapatban 2012. március 18-án mutatkozott be egy HNK Rijeka elleni bajnoki mérkőzésen. 2014 és 2017 között a cseh Fastav Zlín labdarúgója volt, amellyel 2017-ben cseh kupagyőztes lett. A 2017-2018-as szezonban a cseh Viktoria Plzeňnel cseh bajnoki címet szerzett. 2021 január óta DVTK csapatában szerepel.

### Válogatottban
Többszörös horvát utánpótlás-válogatott.

## Sikerei, díjai
Fastav Zlín
- Cseh kupagyőztes: 2017

 Viktoria Plzeň
- Cseh bajnok: 2017–18